# علي عفيف
علي عفيف (مواليد 20 يناير 1988 في قطر) لاعب كرة قدم قطري دولي يجيد اللعب في خط الوسط. يلعب حاليا لصالح نادي أم صلال القطري.

## مسيرة اللاعب
لعب في الفئات السنية في نادي المرخية وانظم بعدها إلى نادي السد وانتقل إلى نادي لخويا في عام 2012 و في عام 2017 صدر قرار بدمج نادي لخويا مع نادي الجيش تحت مسمى نادي الدحيل و انظم بعدها إلى نادي الدحيل و في عام 2023 انتقل إلى نادي أم صلال.

## روابط خارجية
- علي عفيف على موقع الاتحاد الدولي (مؤرشف)  (الإنجليزية)
- علي عفيف على موقع قاعدة بيانات كرة القدم.إي يو (الإنجليزية)
- علي عفيف على موقع ناشيونال فوتبول تيمز (الإنجليزية)
- علي عفيف على موقع Soccerway.com (الإنجليزية)